# Happy While United-medaljen

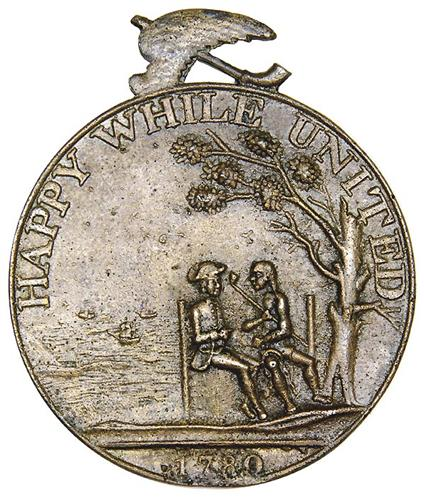
Happy While United-medaljen som producerades 1780 i Virginia, USA, på order av guvernör Thomas Jeffersson

Happy While United-medaljen är en fredsmedalj som producerades på order av guvernör Thomas Jefferson 1780. Medaljen är idag en raritet och likaså var metoden att på detta sätt främja relationerna mellan delstaten Virginia och regionens indianstammar unik.

## Utseende och tillverkning
Medaljen tillverkades i brons av Robert Scot, som sedermera blev chefsgravör vid U.S. Mint, och tillverkningen skedde antingen i Williamsburg eller i Richmond. Diametern var nära tre tum (tre inches) och vikten var mer än 2,5 ounces. För designen stod konstnären Pierre Eugene du Simitiere och silversmeden Daniel Christian Feuter från New York.